# Melitta montana
Melitta montana là một loài ong trong họ Melittidae. Loài này được Wu miêu tả khoa học đầu tiên năm 1992.